# La mandragola
La mandragola (Brasil: A Mandrágora ) é um filme ítalo-francês de 1965, em preto e branco, do gênero comédia, dirigido por Alberto Lattuada, roteirizado pelo diretor, Stefano Struchhi e Luigi Magni, baseado na peça de Niccolò Machiavelli, música de Gino Marinuzzi Jr..

## Sinopse
Itália, 1500, em um balneário, um jovem, apaixonado por  uma bela cortesã, casada, estabelece com a ajuda de um amigo, um plano, envolvendo o marido e seu guarda costas, que o levará aos braços de sua amada.

## Elenco
- Rosanna Schiaffino ....... Lucrezia
- Philippe Leroy ....... Callimaco
- Jean-Claude Brialy ....... Ligurio
- Totò .......  o frade
- Romolo Valli ....... Messer Nicia
- Jacques Herlin
- Donato Castellaneta
- Ugo Attanasio
- Luigi Leoni
- Renato Montalbano
- Mino Bellei